# شركة مقاولات المشاريع المدنية والكهربائية
شركة مقاولات المشاريع المدنية والكهربائية أو شركة سبكو (بالإنجليزية: CEPCO)‏ هي شركة مُقاولات يقع مقرها الرئيسي في جدة، المملكة العربية السعودية، ومكاتبها في جميع أنحاء المملكة العربية السعودية والشرق الأوسط. تعمل سبكو في مجال الأعمال التجارية مُنذ عام 1977 وتقدم خدمات البناء في مجالات الهندسة المدنية والبنية التحتية والكهربائية وحفر الاتجاه الأفقي والكهروميكانيكية والنفط والغاز والطاقة.
تنفذ سبكو المشاريع المدنية والكهربائية في المملكة العربية السعودية ودول مجلس التعاون الخليجي، لا سيما في مجال 110 كيلو فولت حتى 380 كيلو فولت أنظمة الكابلات، تسليم وتركيب واختبار المحولات وبناء المحطات الفرعية.
تعد شركة سبكو شركة مقاولات عامة وتعمل مع الشركة السعودية للكهرباء - المناطق الغربية والشرقية والجنوبية والوسطى.
ايضاً الى مكاتب في الإمارات العربية المتحدة ومصر
نفذت سبكو عددًا من المشاريع وحققت مبيعات أكثر من 150 مليون دولار في عام 2007، و500 مليون دولار حتى نهاية عام 2008.
بالإضافة إلى خدمات البناء تعد سبكو وكيلًا مُعتمدًا للمُصنعين العالميين وتقدم الدعم والخدمات الميدانية المتعلقة. كشركة مملوكة ملكية خاصة، تتمثل الإستراتيجية الحالية لشركة سبكو في تعزيز نموها من خلال بناء موارد الشركة وعمق الخدمات المقدمة.

## مجالات المشروع

### المدنية والبنية التحتية
متخصصون في عقود تسليم المفتاح لتوزيع المياه ومخططات إخلاء مياه الأمطار وخزانات المياه الضخمة ومحطات الضخ والأنفاق تحت الأرض (HDD Technology) وأنظمة الصرف الصحي وما إلى ذلك بدءًا من التصميم وإعداد الموقع والواجهة وإمداد المواد والتنفيذ والتركيب والتكليف. تشمل الأنشطة جميع التركيبات الكهروميكانيكية اللازمة للمباني والمنشآت الصناعية والكابلات والأنابيب تحت الأرض.
تتراوح أحجام المشروعات المنفذة والتي هي قيد التنفيذ حاليًا ما بين 10 إلى 200 مليون دولار.
- المباني السكنية والتجارية والصناعية
- الطرق والجسور
- محطات معالجة مياه الصرف الصحي وشبكات النقل

### الكهرباء
الأنشطة الرئيسية هي في مجال هندسة الطاقة المنخفضة والمتوسطة والعالية الجهد في المملكة العربية السعودية ولبنان وسوريا ودول مجلس التعاون الخليجي. وتشمل هذه أعمال التركيب والاختبار والتكليف والصيانة لأعمال المحطات الفرعية والمحولات ومفاتيح التحويل وأنظمة الكابلات ذات الجهد العالي تحت الأرض XLPE وOil Filled للجهد بين 69 كيلو فولت حتى 380 كيلو فولت مع أحدث معدات الاختبار.
- نقل النفقات العامة.
- نقل تحت الأرض.
- المحطات الفرعية والمحولات.
- مد الكابلات والربط، الجهد المنخفض، الجهد المتوسط، الجهد العالي والألياف البصرية.
- الاتصالات البنية التحتية واللاسلكية وخط الأسلاك.

### الكهروميكانيكية
يقوم قسم الكهرباء والميكانيكية في شركة سبكو بتقديم الخدمات للشركات السعودية، وأيضًا الشركات الأخرى لتلبية متطلباتها الكهروميكانيكية بما في ذلك توريد وتركيب وصيانة نظام تكييف الهواء المركزي، وأنابيب التكييف، ونظام أنابيب المياه المبردة، ونظام الصرف الصحي وأنابيب المياه وما إلى ذلك.
- المرافق محطة توليد الكهرباء
- أجهزة القياس والتحكم
- التكييف والسباكة
- نظم إدارة المباني
- أنظمة الحماية من الحرائق
- محطات الضخ والقياس

### النفط والغاز والطاقة
تشهد منطقة الخليج العربي نمواً هائلاً في مجالات الهندسة والمشتريات والمقاولات في حقول النفط والغاز والبتروكيماويات مما يخلق نقصًا في الشركات القادرة التي يمكنها تنفيذ المشاريع. أساس النمو الديناميكي الأساسي والإنجازات السابقة لشركة Cisco، تقوم الشركة بتوسيع قدرات EP&C في مجالات النفط والغاز والبتروكيماويات. تتضمن قدرات EP&C الخاصة بشركة سبكو ما يلي:
- إدارة المشاريع والمشتريات والبناء
- خدمات الكهرباء والأجهزة
- تصنيع الأنابيب البرية والأعمال في الموقع
- التثبيت الداخلي لأوعية الضغط، والأعمدة، ومعدات حزمة الوحدة
قامت شركة سبكو بأعمالها لصالح شركة أرامكو السعودية، أكبر شركة نفط في العالم، في قطاع التنقيب والقطاع الأوسط.
- محطات الطاقة
- مصانع الاسمنت
- تكرير النفط الخام
- محطات معالجة ومعالجة النفط والغاز
- خطوط أنابيب النفط والغاز

## تجارة
متخصص في شراء وتوريد المعدات والمواد المختلفة لتوليد الطاقة والتوزيع لمختلف الشركات والمؤسسات في جميع أنحاء المملكة العربية السعودية / الشرق الأوسط.
سبكو هي وكيل لأكثر من 9 شركات عالمية، وتبيع المنتجات، وملحقات الكابلات ذات الجهد العالي، ومغاسل صنبور المحولات وغيرها. وتعمل مع شركات أوروبية وآسيوية راسخة لأكثر من 25 عامًا.